# Америка-3000
«Америка-3000» (англ. America 3000) — американський культовий постапокаліптичний фільм 1986 р., сюжет якого розвивається на 900 років у майбутньому в Колорадо. Людство відкинуте до епохи кам'яної доби і знаходиться під владою амазонок, жінок-воїнів. Режисером фільму став Девід Енгельбах, головні ролі виконують Чак Вагнер, Лорен Лендон і Вільям Воллес.

## Сюжет
У Колорадо, США, через 900 років після ядерної війни людство повернулося в кам'яну добу. Племенами правлять войовничі жінки, чоловіки ж у них — безправні раби. Тільки Корвіс зі своїм другом достатньо кмітливі, щоб звільнитися з полону та знайти власне плем'я.
За сюжетом фільму «олюднення» Корвіса починається після того, як він знаходить підручник англійської мови серед іржавих залишків автобуса. Порівнюючи картинки, букви і реальність, він раптом навчився читати. Подальші події приводять його в бункер Президента США: рятуючись від облави, посеред скель він провалюється у вентиляційну шахту. Тут-то і стало в пригоді його вміння читати. Плем'я (що складається виключно з чоловіків) у захваті — Корвіс привіз їм гранати, іншу зброю, є чим відбиватися від амазонок. Проте Корвіс придумав, як припинити набіги зовсім — треба переконати лідерку амазонок, що мирне життя краще, а чоловіки гідні поваги. Для початку він одягнувся Президентом США і влаштував феєрверк. Однак амазонок провести не вдалося: заступниця предводительки теж вміє читати, і теж знаходить президентський бункер. Корвес й очільниця йдуть на переговори в бункер, а повернувшись, насилу зупиняють битву, в якій вже багато хто загинув.

## Ролі
- Чак Вагнер — Корвіс
- Лорен Лендон — Вена
- Вільям Воллес — Грасс
- Вікторія Баррет — Лакелла
- Галін Горг — Лінка

## Виробництво
Теглайни:
- «Повертаючись до початку».
- «Зухвалі постядерні пригоди».

## Музика
- Great Balls of Fire — Джеррі Лі Льюіс

## Критика
На сайті IMDb рейтинг фільму становить 4,3/10.